# 複合型別
在電腦科學中，複合型別是一種資料類型，它可以原始型別和其它的複合型別所構成。構成一個複合型別的動作，又稱作組合。

## C/C++
struct是 C 和 C++ 的複合型別概念，是一個將欄位或成員以一定組合方式所組成的資料型別。因為在宣告時，使用了關鍵字 struct，所以它簡稱為結構，或者更精確地說使用者定義的資料結構。
在 C++ 裡，struct 與class的唯一區別是預設的存取等級，class是私有的，struct 則是公有的。
注意尽管类的概念和關鍵字class是C++新引入的，C語言也已具備粗糙的 struct 型別。對於所有的意圖和目的， C++ 的struct是 C struct 的超集：几乎所有合法的 C struct 也是合法的 C++ struct，並有著相同的語義。
struct 宣告組成一個欄位清單，其中的每一個可以是任意型別。對於 struct 物件所需的儲存區，即為全部欄位的總合，再加上內部的補白。
例如：
```
 
struct
 
Account
 
{

    
int
 
account_number
;

    
char
 
*
first_name
;

    
char
 
*
last_name
;

    
float
 
balance
;

 
};

```

定義一個稱為 struct Account 的型別。若要建立此型別的新變數，可以寫為 struct Account myAccount;，它有一個以 myAccount.account_number 存取的整數組件，且有一個以 myAccount.balance 存取的浮點數組件，以及 first_name 和 last_name 組件。myAccount 包含這四個數值，且這四個欄位可各自改變。由于 struct account 的寫法有些累贅，在 C 代碼中，typedef 語句並不罕見，其為 struct 提供一個更簡便的同義詞。例如：
```
 
typedef
 
struct
 
Account_
 
{

    
int
    
account_number
;

    
char
   
*
first_name
;

    
char
   
*
last_name
;

    
float
  
balance
;

 
}
 
Account
;

```

在 C++ 中，並不需要 typedef，因為使用了 struct 的型別定義，已是命名空間的一部分，所以該型別可稱作 struct Account 或較簡單的 Account。
其它例子，一個使用了浮點數資料型別的三維向量複合型別，可如此建立：
```
 
struct
 
Vector
 
{

   
float
 
x
;

   
float
 
y
;

   
float
 
z
;

 
};

```

一個以 Vector 複合型別為型別的變數名 velocity，可以宣告為 Vector velocity;，可以用點运算符(.)存取 velocity 的成員。例如，velocity.x = 5;，會使 velocity 的組件 x 等於 5。
同樣地，一個顏色結構可如此建立：
```
 
struct
 
Color
 
{

   
int
 
red
;

   
int
 
green
;

   
int
 
blue
;

 
};

```

在三維圖像中，必須經常不斷追蹤每一個頂點的位置和顏色。可以使用之前所建立的 Vector 和 Color 複合型別來建立 Vertex 複合型別：
```
 
struct
 
Vertex
 
{

   
Vector
 
position
;

   
Color
 
color
;

 
};

```

以同樣的格式建立一個 Vertex 型別的變數：Vertex v;，並以如下方式指派數值給 v ：
```
   
v
.
position
.
x
 
=
 
0.0
;

   
v
.
position
.
y
 
=
 
1.5
;

   
v
.
position
.
z
 
=
 
0.0
;

   
v
.
color
.
red
 
=
 
128
;

   
v
.
color
.
green
 
=
 
0
;

   
v
.
color
.
blue
 
=
 
255
;

```

## 原始子型別檢查
剛開始使用的 struct，是用來建構組合資料型別，不過有時它是用來避開標準 C 協定，以建立原始子型別檢查（primitive subtyping）。例如，共同的網路協議依賴於以下事實，C 編譯器以可預料的方法，在結構欄位之間補白；因此代碼
```
 
struct
 
ifoo_old_stub
 
{

    
long
 
x
,
 
y
;

 
};

 
struct
 
ifoo_version_42
 
{

    
long
 
x
,
 
y
,
 
z
;

    
char
 
*
name
;

    
long
 
a
,
 
b
,
 
c
;

 
};

 
void
 
operate_on_ifoo
(
struct
 
ifoo_old_stub
 
*
);

 
struct
 
ifoo_version_42
 
s
;

 
.
 
.
 
.

 
operate_on_ifoo
(
&
s
);

```

將可正確運作。

## 參閱
- 物件組合